# Ceratocapsus cecilsmithi
Ceratocapsus cecilsmithi är en insektsart som beskrevs av Henry 1979. Ceratocapsus cecilsmithi ingår i släktet Ceratocapsus och familjen ängsskinnbaggar. Inga underarter finns listade i Catalogue of Life.